# Centrum Chrześcijańskie „Nowe Życie” w Gdańsku
Centrum Chrześcijańskie „Nowe Życie” – zbór Kościoła Zielonoświątkowego w RP znajdujący się w Gdańsku.

## Historia

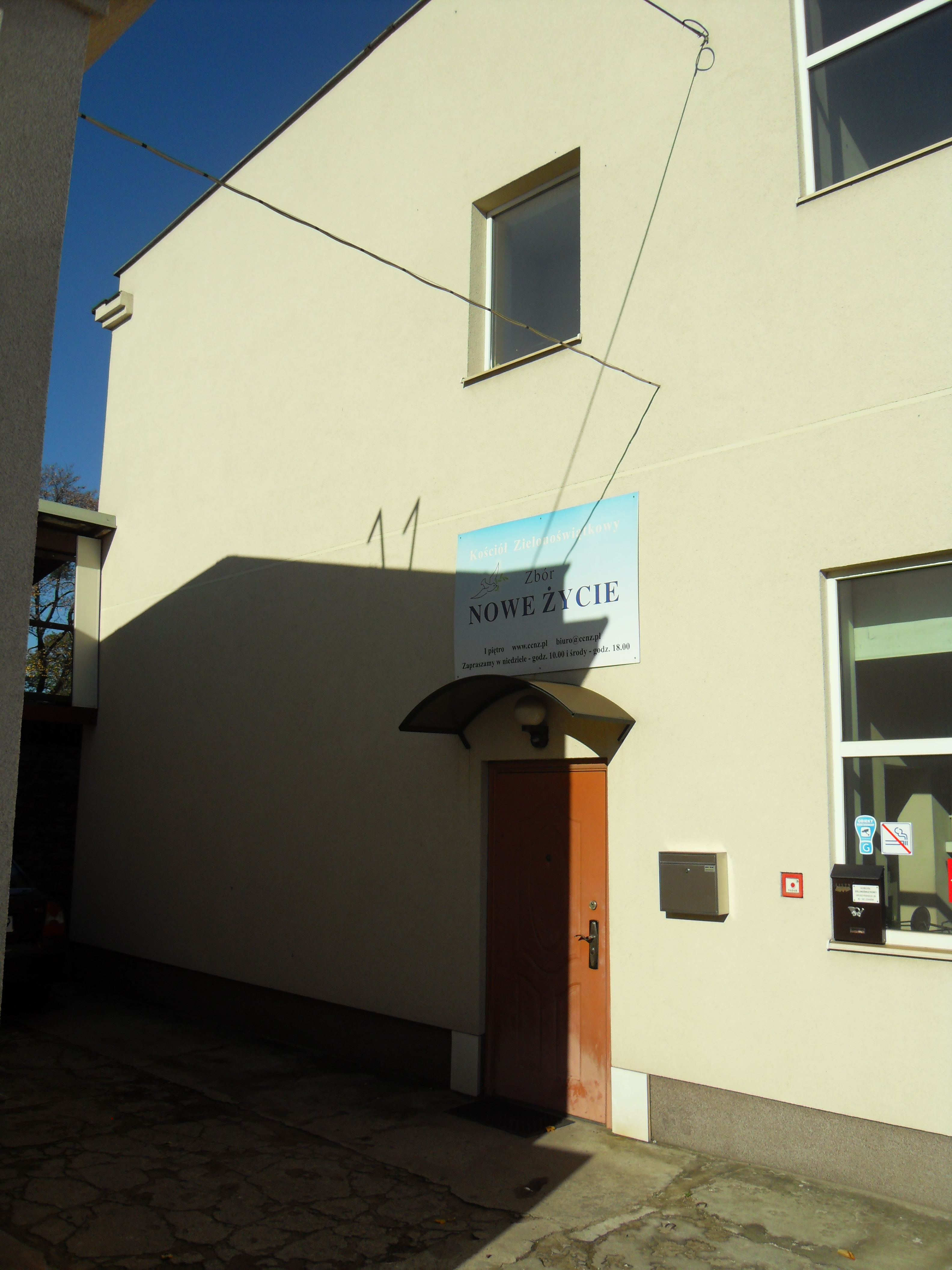
Dawna siedziba zboru przy ul. Droszyńskiego 28

W związku z rozrostem liczby członków zboru Kościoła Zielonoświątkowego „Radość Życia” w Gdańsku i braku możliwości rozbudowy jego siedziby, postanowiono o powołaniu drugiego zboru tego kościoła na terenie miasta. 28 maja 1995 dokonano wyboru prezb. Mariana Biernackiego na przewodniczącego grupy roboczej w celu powołania nowej wspólnoty. 
W marcu 1996 wynajęty został lokal przy Alei Jana Pawła II 7 w Gdańsku-Zaspie, a pierwsze nabożeństwo miało tam miejsce 17 marca 1996. 21 kwietnia 1996 dokonano oficjalnej rejestracji nowej wspólnoty jako samodzielny zbór Centrum Chrześcijańskie „Nowe Życie”, którego pastorem został Marian Biernacki. 18 maja 1997 powołano radę starszych.
Z uwagi na wzrost liczby członków zboru, od 1998 wprowadzono dodatkowe, drugie nabożeństwo niedzielne. Zaistniała również potrzeba przeniesienia jego siedziby do większego lokalu, wobec czego wynajęta została sala kina „Znicz” przy ul. Szymanowskiego 12. 6 stycznia 2002 odbyło się pierwsze nabożeństwo w nowej lokalizacji. 26 czerwca 2002 miało miejsce ostatnie nabożeństwo na Zaspie i od tej pory zaprzestano prowadzenia nabożeństw w poprzedniej kaplicy. W połowie 2002 kino „Znicz” zakończyło działalność, dzięki czemu cały jego dotychczasowy obiekt został wydzierżawiony przez zbór.
Wspólnota rozważała nabycie na własność całego obiektu, jednak został on sprzedany nowemu właścicielowi, który zamierzał przeznaczyć go pod nową inwestycję. Zbór zaczął przeżywać również trudności, które zahamowały rozwój społeczności, wobec czego część jego dotychczasowych członków powróciła do zboru „Radość Życia”. Pogarszał się stan techniczny jego siedziby, nastąpiły też problemy z ogrzewaniem obiektu. W kolejnych latach nadal odbywały się chrzty, jednak napływ nowych członków został zahamowany.
W 2005 z uwagi na niezadowalającą pracę, rada starszych została rozwiązana, a jej miejsce na wniosek pastora powołana została rada zboru, którą utworzyły osoby odpowiedzialne za poszczególne służby w kościele. Doprowadziło to do poprawy stosunków wewnętrznych we wspólnocie. Odbywały się tu wspólne nabożeństwa zborów ewangelicznych z terenu miasta, jak również koncerty i konferencje.
Na koniec 2010 zbór skupiał 125 wiernych, w tym 85 ochrzczonych członków.
W związku z nadal pogarszającym się stanem budynku, dokonano kolejnej zmiany siedziby i od 25 grudnia 2011 rozpoczęto prowadzenie nabożeństw w nowym, tymczasowym lokalu przy ul. Droszyńskiego 28. Z uwagi na wysoki czynsz, kontynuowano poszukiwanie budynku, który wspólnota mogłaby objąć jako stały.
Wiosną 2012 rozpoczęto starania o pozyskanie zespołu dworsko-parkowego zlokalizowanego na Olszynce. Wobec przychylnego stanowiska władz miejskich, 12 września 2013 zostało podpisane przekazanie go w użytkowanie zboru na 50 lat. Na terenie tym zlokalizowany jest budynek dworu, wozowni, jak również park oraz działka. 1 stycznia 2014 została tu oficjalnie przeniesiona siedziba wspólnoty, a 4 maja 2014 odbyło się pierwsze nabożeństwo, które zostało poprowadzone w namiocie pośród zrujnowanych zabudowań dworskich. Nabożeństwa w namiocie były kontynuowane, natomiast jesieni utworzona została tymczasowa sala nabożeństw zlokalizowana na parterze niewyremontowanego dworu, gdzie zbór spotykał się przez kolejne trzy lata. 
Wiosną 2015 zainaugurowano prace w celu przystosowania budynku wozowni na dom modlitwy. Został on otwarty 6 listopada 2016. Dwór Olszynka pełni rolę plebanii zborowej.